# Col Saint-Jean (Alpes-de-Haute-Provence)
Pour les articles homonymes, voir col Saint-Jean.
Le col Saint-Jean est un col d'une altitude de 1 333 m situé sur la route départementale 900 allant de Digne-les-Bains à Barcelonnette, dans les Alpes-de-Haute-Provence.

## Géographie
Le col fait communiquer les vallées de la Blanche et de l'Ubaye. C'est le troisième col nommé sur l'itinéraire Digne—Barcelonnette (après le col du Labouret et le col de Maure).
Il se situe dans le village de Montclar au pied de la station de ski de Saint-Jean-Montclar.

## Sport

### Cyclisme
Le Tour de France a emprunté le col en 1951, 1976, 1980, 1989 et 2005.

### Rallye automobile
Le col a été franchi par le rallye Monte-Carlo en 2016.